# 션 페런
션 페런(Shawn Phelan, 1975년 1월 7일 ~ 1998년 9월 27일)은 미국의 배우, 음악가, 영화배우이다.
매사추세츠주에서 태어났다.

## 영화
- 프랭크와 에멧 (1992년)
- 캠퍼스 군단 (1991년)